# Пирит (станция)
Пири́т — грузовая железнодорожная станция Челябинского региона Южно-Уральской железной дороги. Конечная станция на неэлектрифицированной однопутной ветке Кыштым — Пирит.
Территориально располагается во внутригородском посёлке Южный (разг. «Сталинка») города Карабаш Челябинской области.
С прекращением пассажирского сообщения до станции на ней осуществляются только грузовые работы. Подъездные пути станции:
- АО «Карабашмедь»
- ООО «Карабашские абразивы»
- Воинская часть

## История
К 1909 году между Нижнекыштымским и Карабашским медеплавильным заводами и рудниками в Карабаше была построена «Кыштымо-Соймоновская узкоколейная (914 мм) железная дорога» (в последующем, с 1930-х годов, «Кыштым-Карабашская узкоколейная железная дорога»), по которой осуществлялись грузовые и пассажирские перевозки. Предположительно, дорога строилась британской «Perm Corporation Ltd.», а в конце 1910 г. продана тоже британской «Kyshtim Corporation Ltd.», к которой принадлежали в то время заводы. К 1960 году была построена, проходящая в нескольких километрах от неё, и начата эксплуатироваться линия железной дороги общей сети дорог от станции Кыштым (открыта в 1896 г. на линии Челябинск — Екатеринбург) до Карабаша, конечной станцией в которой являлась станция Пирит. До 1976 года обе дороги действовали параллельно, а станция Пирит была приспособлена для работы с обеими колеями дорог, после узкоколейная дорога была закрыта. Изначально, станция Пирит являлась грузопассажирской, до которой курсировали также пригородные поезда и поезда местного сообщения. Предположительно, с 2009 года, станция (вся линия Кыштым — Пирит) закрыта для пассажирской работы.